# Робърт Донат
Робърт Донат (на английски: Friedrich Robert Donat) е английски актьор на киното и театъра, както и продуцент, режисьор и сценарист.

## Биография
Известен е най-вече с ролите си във филмите на Алфред Хичкок „Тридесетте и девет стъпала“ и „Довиждане, мистър Чипс“. За последния получава Оскар за най-добра мъжка роля. Номиниран е за БАФТА и Златен глобус.
Има звезда на Холивудската алея на славата. Страда от хронична астма. Има два брака и три деца от първия.

## Избрана филмография
| Година | Филм                        | Оригинално заглавие            | Роля           | Режисьор         |
| ------ | --------------------------- | ------------------------------ | -------------- | ---------------- |
| 1933   | Личният живот на Хенри VIII | The Private Life of Henry VIII | Томас Калпепър | Александър Корда |
| 1935   | Тридесет и деветте стъпала  | The 39 Steps                   | Ричард Хени    | Алфред Хичкок    |